# Мукхо Упанішади
Основні Упанішади, також відомі як Мукхо Упанішади, є найдавнішими та широко вивченими Упанішадами індуїзму. Складені між 800 р. до н. е. та початком н. е., ці тексти пов'язані з ведичною традицією.

## Зміст
Основні Упанішади, які були складені, ймовірно, між 600 і 300 рр. до н. е., складають заключну частину Веди. Згідно з більшістю традицій індуїзму, десять Упанішад вважаються Основними Упанішадами, але деякі вчені тепер включають до списку Шветьяшватару, Кауш'їтакі та Маітр'яянія. Засновники головних шкіл Веданти, а саме Аді Шанкарачар'я та Мадхва, написали бхаш'яс (коментарі) до цих десяти Основних Упанішад. Незважаючи на те, що Рамануджа не писав окремих коментарів до Основних Упанішад, він цитував багато сотень цитат з Упанішад у своїй Шрі Бхасьї. У лінії Рамануджа один із його послідовників, Рангарамануджа, написав коментарі майже до всіх Основних Упанішад приблизно в 1600-х роках.
Десять основних Упанішад:
1. Іша-Упанішада, Яджурведа
2. Кена-упанішада, Самаведа
3. Катха-упанішада, Яджурведа
4. Прашна-упанішада, Атхарваведа
5. Мундака-упанішада, Атхарваведа
6. Мандук'я-упанішада, Атхарваведа
7. Тайттірія-упанішада, Яджурведа
8. Айтарея-упанішада, Рігведа
9. Чхандог'я-упанішада, Самаведа
10. Бріхадараньяка-упанішада, Яджурведа

Основні Упанішади прийняті всіма індуїстами як шруті, або як найважливіші писання індуїзму. Основні Упанішади поділяються на три категорії: проза (Taittirīya IAST, Aitareya IAST, Chāndogya IAST, Bṛhadāraṇyaka IAST), вірші (Īśā IAST, Kaṭha IAST, Muṇḍaka IAST) і проза (класичний санскрит) (Māṇḍūkya IAST).